# Боэнде (аэропорт)
Международный аэропорт Боэнде (фр. Aéroport de Boende) (ИАТА: BNB, ИКАО: FZGN) — небольшой аэропорт, расположеный в 1 км к северо-западу от города Боэнде, провинция Чуапа, на западе Демократической Республики Конго. База Китона RMA (обозначение: BDE) расположена в 2,3 морских милях (4,3 км) к юго-западу от аэропорта. Самая высокая точка в этом районе имеет высоту 379 метров и находится в 3,3 км к юго-востоку от аэропорта Боэнде. Территория вокруг аэропорта Боэнде почти покрыта саванной.